# Creu de terme de Segur
La Creu de terme de Segur, o Creu de Poltera, és una creu de terme de Veciana (Anoia) situada al nord de Segur, a la cruïlla que porta a Cal Daniel, Cal Malloat i Mas Vidal. Està inclosa a l'Inventari del Patrimoni Arquitectònic de Catalunya.

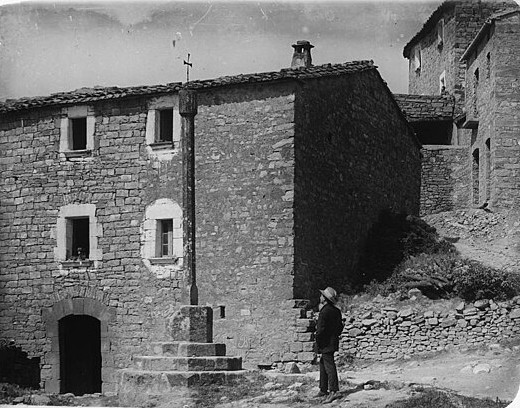
La creu el 1915 a la plaça de Segur

## Descripció
Creu llatina de braços rectes amb els extrems carrats. Presenta els plans llisos, refonçats, de manera que el perfil extern queda remarcat. El fust sembla de planta hexagonal. En el seu extrem superior presemta un eixamplament de les dimensions, passant a forma una discreta magolla. Descansa sobre un pedestal quadrangular i una ambpla base quadrada.

## Història
Originàriament aquesta creu de terme estava ubicada al davant d'una casa just a l'entrada de l'actual plaça de Segur. Tenia un podi de quatre fileres, amb una columna de més de dos metres d'alçada al capdamunt de la qual hi havia una creu de ferro de perfil pla. Durant la guerra civil espanyola es va enderrocar la vella. En acabar la guerra es va refer i es va canviar la seva ubicació per l'actual. Fa pocs anys, furtius, pensant-se que era una creu centenària van intentar arrencar-la però en veure que era de formigó la van deixar al terra.